# Bad Guy (canção)
"Bad Guy" (estilizada como "bad guy") é uma canção gravada pela cantora estadunidense Billie Eilish. Foi lançada pela Darkroom e Interscope Records como o quinto single do álbum de estreia de Eilish, When We All Fall Asleep, Where Do We Go? em 29 de março de 2019. Eilish e seu irmão Finneas O'Connell co-escreveram "Bad Guy", com o último produzindo e o primeiro fornecendo produção adicional. A canção foi descrita como pop-trap por algumas revistas, contendo uma instrumentação minimalista.  Durante as letras da música, Eilish provoca seu amante por ser um cara mau, embora sugira que ela é mais resiliente que ele, e ainda toca em temas sobre misandria e sarcasmo.
Após o seu lançamento, "Bad Guy" recebeu principalmente críticas positivas de críticos de música. Também foi comparado a outras canções gravadas por artistas como The White Stripes, Lorde e Fiona Apple. "Bad Guy" foi um sucesso comercial, alcançando o número um na Billboard Hot 100 dos Estados Unidos, bem como nas paradas na Austrália, Canadá, Estônia, Finlândia, Grécia, Hungria, Islândia, Nova Zelândia, Noruega e Rússia. Nos Estados Unidos, "Bad Guy" quebrou o recorde de 19 semanas de "Old Town Road" de Lil Nas X com Billy Ray Cyrus. "Bad Guy" também alcançou o número dois na UK Singles Chart do Reino Unido, entre outros. A música recebeu várias certificações, incluindo platina sêxtupla pela Music Canada e Australian Recording Industry Association (ARIA). "Bad Guy" recebeu vários prêmios e indicações ao 62.a edição do Grammy Awards, incluindo Melhor Desempenho Solo de Pop, Gravação do Ano e Canção do Ano onde venceu os dois últimos.
Dave Meyers dirigiu o videoclipe de "Bad Guy", que foi enviado ao canal de Eilish no YouTube ao mesmo tempo que o lançamento digital do single. O vídeo mostra Eilish envolvida em várias atividades, incluindo dança selvagem, com sangramento nasal e sentado nas costas de um homem fazendo flexões. Os críticos de música notaram o vídeo por seus elementos do acampamento e imagens excêntricas. Em 11 de julho de 2019, um remix de "Bad Guy", com o cantor canadense Justin Bieber, foi lançado recebendo críticas mistas de críticos, que comentavam principalmente sobre os vocais de Bieber.

## Antecedentes e lançamento

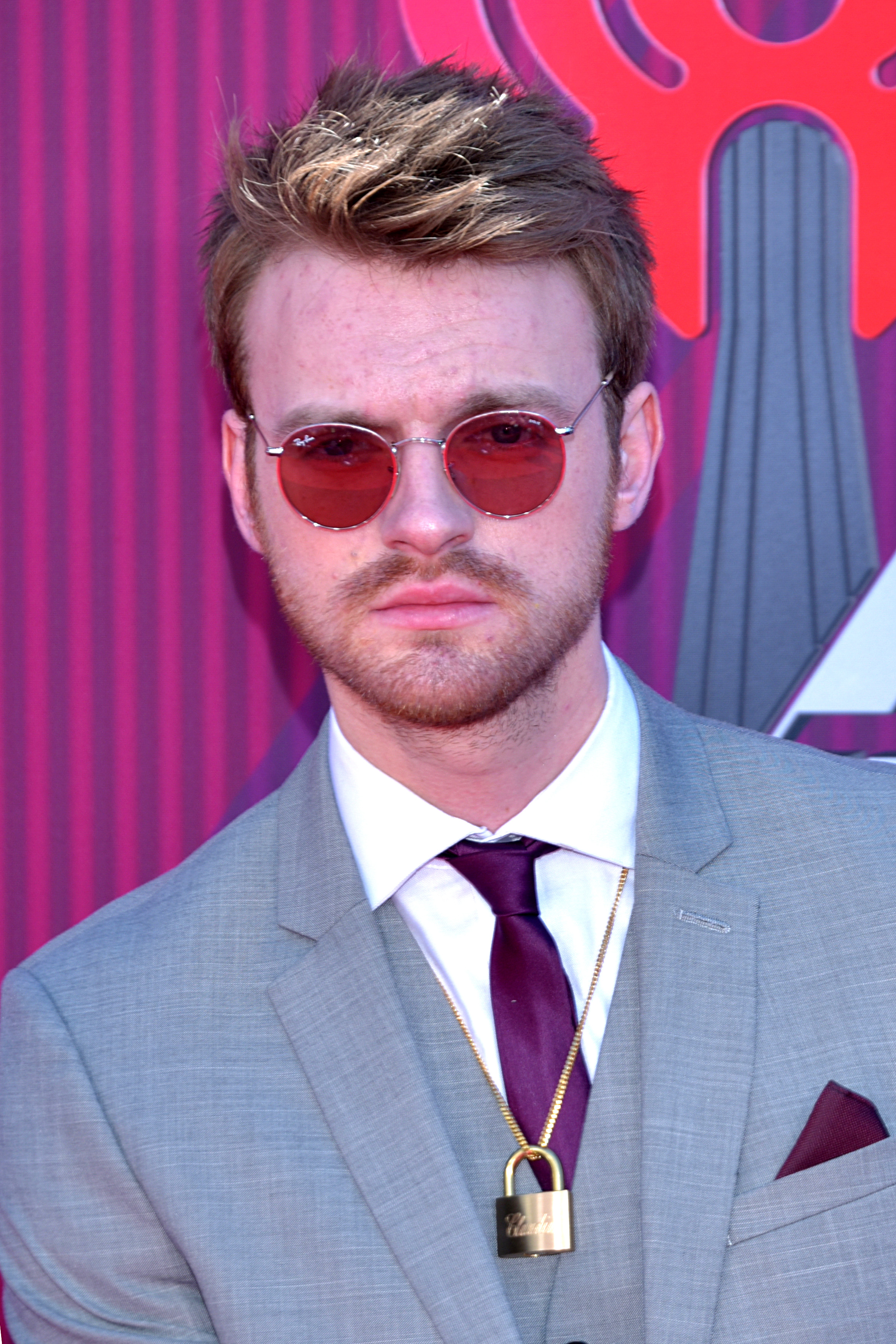
O irmão de Eilish, Finneas O'Connell (foto) contribuiu para a composição e produção da música.

Billie Eilish lançou seu primeiro álbum de estúdio, When We All Fall Asleep, Where Do We Go? em 29 de março de 2019, pela Darkroom e Interscope Records. "Bad Guy" foi lançado simultaneamente como o quinto single do projeto. A música foi co-escrita por Eilish e seu irmão Finneas O'Connell, com este último também produzindo a faixa e Eilish fornecendo produção adicional. Foi masterizado por John Greenham e mixado por Rob Kinelski, os quais também serviram como equipe de estúdio. Em agosto de 2019, o single foi disponibilizado para pré-venda em formato cassete com lançamento previsto para outubro; alguns cassetes continham o autógrafo de Eilish. Cada um dos dois lançamentos veio com um single digital entregue por e-mail para clientes nos EUA.

## Composição e interpretação lírica
"Bad Guy" é dividido em duas partes: a primeira metade é moderadamente rápida com 132–138 batimentos por minuto (BPM) e a segunda metade é lenta a 60 BPM.. A música é tocada na clave Sol menor, enquanto os vocais de Eilish abrangem um intervalo de F3 até C6 A faixa foi rotulada como um "pop-trap" por algumas revistas; apresenta uma produção minimalista composta por baixo, um sintetizador, bumbo, estralos de dedo amplificados e 808 graves. "Bad Guy" ainda usa um riff de sintetizador de pueril. Louie XIV, da Vanity Fair, a chamou de um "dance music através de um espelho divertido". Juntamente com cadências humorísticas, Eilish faz uso de várias letras explícitas.
Na letra, Eilish provoca um amante por ser um cara mau. À medida que a música avança, ela sugere que é mais forte do que ele, cantando em um "murmúrio indiferente e modesto". Segundo os críticos, a música também discute temas como misandria, sarcasmo e desobediência. Durante o refrão meio falado da faixa, a cantora elabora seu relacionamento com homens e mulheres, rejeitando suas expectativas em relação a ela; "Eu sou do tipo ruim / deixa sua mãe triste / deixa sua namorada maluca / Pode seduzir o seu pai / eu sou o cara mau, duh". Outras letras incluem: "Minha mãe gosta de cantar comigo / Mas ela não canta essa música / Se ela ler todas as letras / Ela terá pena dos homens que eu conheço". Analisando a letra de "Bad Guy", Caitlin White, do Uproxx, escreveu que vê "a voz adolescente de uma mulher se vangloriar de seu poder, afirmar seu domínio sexual e usar os homens como brinquedos, em vez de cantar sobre ser usada como um deles". Ela continuou: "'Bad Guy' posiciona uma jovem estrela pop feminina em um papel que geralmente é reservado para homens que trabalham no rock ou hip hop". AJ Longabaugh da revista V comparou a letra ao trabalho posterior de Amy Winehouse.

## Resposta crítica
Após o seu lançamento, "Bad Guy" foi elogiado pelos críticos de música, vários dos quais elogiaram suas letras. White do Uproxx comparou a música aos materiais lançados por The White Stripes, escrevendo: "É o tipo de música que constrói poder à medida que se desenrola, um hino imbuído de destemor casual". Chris DeVille, do Stereogum fez comparações entre a música e a obra de Lorde e Fiona Apple. Escrevendo para o PopBuzz, Sam Prance disse que "Bad Guy" é "icônico" e apelidou a letra de "duh" como "já um dos momentos musicais de destaque de 2019". Ele continuou; "É o hino perfeito para quem gosta de entrar em contato com seu lado sombrio". Louie XIV, da Vanity Fair, incluiu a faixa na lista da revista "9 músicas de 2019 que podem prever o futuro do pop", escrevendo: "Billie refez a aparência do sucesso pop: irônico, autoconsciente, íntimo, faça você mesmo, e prestando pouca atenção aos padrões datados para o ídolo do pop adolescente". Suzy Exposito da Rolling Stone, disse que Eilish lembrou a personagem de Harley Quinn na DC Comics durante a música, "interpretando uma vilã de quadrinhos com uma voz que sugere a irmã caçula de Lorde". Em uma revisão negativa, Stacey Anderson da Pitchfork criticou Eilish por se 'vangloriar do estupro' e disse que achou a canção 'obsoleta'. A Billboard incluiu "Bad Guy" em sua lista de 100 músicas que definiram á década de 2010.

## Vídeos musicais
Um vídeo da música "Bad Guy" foi dirigido por Dave Meyers e foi publicado no canal oficial da Eilish YouTube canal em 29 de março de 2019. Além disso, Eilish divulgou um vídeo vertical, em 15 de agosto de 2019. O vídeo começa com um pano de fundo amarelo enquanto a faixa de abertura "!!!!!!!" de When We All Fall Asleep, Where Do We Go? toca. Eilish discute tirando seu aparelho ortodôntico antes de rir. Ela finalmente abre caminho através de uma parede enquanto veste um moletom e calça de moletom amarelos e entrega seu aparelho dental a um homem, Eric Lutz, à sua direita. Cenas mostrando Eilish dançando descontroladamente são intercaladas com seus pombos alimentando-se, sangrando enquanto usava uma roupa branca em uma sala azul com um relógio, despejando leite e cereais na boca de um homem adequado contra o pano de fundo de um deserto vermelho, andando em um carro em miniatura com uma gangue de homens em triciclos, usando equipamento de snorkel, enquanto as cabeças dos homens flutuam em sacos plásticos acima dela, e sentadas em uma parede em frente a um grupo de homens acima do peso que flexionam a barriga ao ritmo. O vídeo termina de uma maneira sinistra, enquanto Eilish se senta nas costas de um homem que faz flexões em uma sala escura e vermelha.
O vídeo foi recebido positivamente pelos críticos de música. White, da Uproxx, chamou o uso da música "!!!!!!!" no seu início, como "eficaz". James Rettig, da Stereogum, notou elementos do acampamento, embora reconhecesse que o vídeo "ainda está sendo emocionalmente sincero e vulnerável. Este apresenta muitas imagens esquisitas ... de uma maneira que é boba e genuinamente perturbadora". Chloe Gilke, escrevendo para o Uproxx, disse que o vídeo leva várias letras da música literalmente e que é "repleto de cores primárias e preto e branco, a estética ousada de Eilish". Jon Blistein, da Rolling Stone, notou "uma série de sequências estranhas, grotescas e estranhamente engraçadas", enquanto Laura Dzubay, do The Michigan Daily, apontou "danças estranhas, de um rastejo ao estilo Exorcista, passando por um agachamento até um movimento enérgico". Após o seu lançamento, o vídeo foi acusado de propositalmente plagiar fotografias de Maurizio Cattelan e Pierpaolo Ferrari da revista Toiletpaper. O vídeo recebeu atenção significativa na Internet e foi objeto de vários memes. Melissa McCarthy parodiou-a no The Ellen DeGeneres Show em maio de 2019.

## Apresentações ao vivo e outros usos

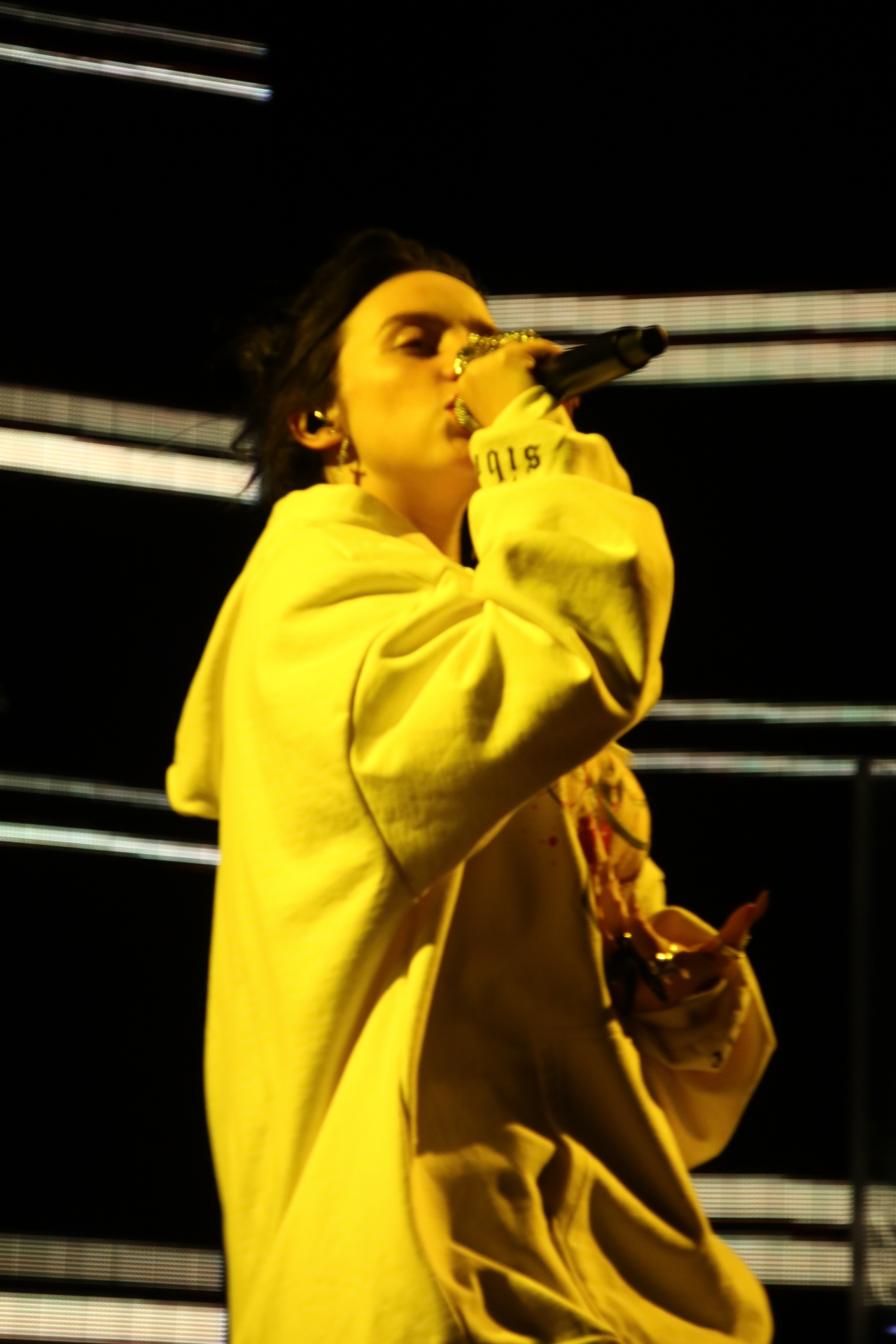
Eilish cantando "Bad Guy" durante sua turnê When We All Fall Asleep (2019)

Eilish promoveu "Bad Guy" através de várias apresentações ao vivo. Em 7 de maio de 2019, ela cantou no Jimmy Kimmel Live!, e em 26 de maio na BBC Radio 1. Eilish também apresentou a faixa no Coachella Valley Music and Arts Festival em 20 de abril e no Glastonbury Festival em 30 de junho. "Bad Guy" foi incluído no setlist da turnê When We All Fall Asleep Tour (2019). Também foi realizado em Pukkelpop em agosto do mesmo ano. Em 29 de setembro de 2019, Eilish apresentou a música no Saturday Night Live; sua apresentação foi comparada ao videoclipe de "Dancing on the Ceiling" (1986), de Lionel Richie.
"Bad Guy" foi usado para uma propaganda da campanha "My Truth" de Calvin Klein, bem como em um comercial de televisão para Kia Seltos. Foi incluído no álbum de compilação das paradas Now That's What I Call Music 103, e foi usado durante os créditos finais do filme de terror de super-herói de 2019, Brightburn. Também é destaque no jogo de ritmo de dança de 2019, Just Dance 2020 e no game mobile de ritmo Beatstar na categoria "Normal". Além disso "bad guy" foi utilizada como trilha da personagem Fabiana (Nathalia Dil) na novela "A Dona Do Pedaço" da Rede Globo. Entre outras paródias, uma intitulada "Dad Guy", lançada pelo FunkTurkey no YouTube em agosto de 2019, se tornou viral. Ele substitui a letra original por piadas sobre paternidade.

## Faixas e formatos
| Download digital e streaming |           |         |  |
| N.º                          | Título    | Duração |  |
| 1.                           | "Bad Guy" | 3:14    |  |

## Créditos
Todo o processo de elaboração de "Bad Guy" atribui os seguintes créditos:
Publicação
- Publicada pelas empresas Universal Music Crop./Drup e Last Frontier (ASCAP) — administrada pela Kobalt Music Publishing
- Todos os direitos administrados pela Universal Music Corp.

Produção
- Billie Eilish: composição, produção adicional, vocais
- Finneas O'Connell: composição, produção, instrumentação
- Rob Kinelski: mixagem
- John Greenham: masterização

## Desempenho comercial
Após o lançamento de We All Fall Asleep, Where Do We Go?, que estreou na sétima posição da Hot 100 dos EUA na semana que terminou em 13 de abril de 2019, como a primeira entrada de Eilish entre os dez primeiros no gráfico. Mais tarde, ocupou o número dois por um total de nove semanas, antes de finalmente chegar ao número um na semana que terminou em 24 de agosto de 2019. "Bad Guy" encerrou o recorde de 19 semanas de "Old Town Road" de Lil Nas X com Billy Ray Cyrus. Aos 17 anos, ela se tornou a primeira artista nascida no século XXI a alcançar esse feito, e a mais jovem desde Lorde com 16 anos de idade que liderou o ranking com "Royals" em 2013. "Bad Guy" também teve sucesso fora dos Estados Unidos, alcançando o número um na Austrália, Canadá, Estônia, Finlândia, Grécia, Hungria, Islândia, Noruega, Nova Zelândia, e Rússia. A música recebeu várias certificações, incluindo platina sêxtupla pela Music Canada e Australian Recording Industry Association (ARIA).
| Tabela musical (2019)                  | Melhor posição |
| -------------------------------------- | -------------- |
| Argentina (Argentina Hot 100)          | 20             |
| Alemanha (GfK Entertainment Charts)    | 4              |
| Austrália (ARIA Charts)                | 1              |
| Áustria (Ö3 Austria Top 40)            | 2              |
| Bélgica (Ultratop 50 de Flandres)      | 3              |
| Bélgica (Ultratop 40 de Valônia)       | 3              |
| Brasil (Top 50 Streaming)              | 46             |
| Canadá (Canadian Hot 100)              | 1              |
| China (Billboard China)                | 3              |
| CEI (Tophit)                           | 1              |
| Colômbia (Monitor Latino)              | 22             |
| Coreia do Sul (Goan)                   | 5              |
| Croácia (HDU)                          | 15             |
| Dinamarca (Tracklisten)                | 2              |
| Equador (National-Report)              | 40             |
| Escócia (OCC)                          | 3              |
| Eslováquia (Digitál Top 100)           | 1              |
| Espanha (PROMUSICAE)                   | 17             |
| Estados Unidos (Adult Top 40)          | 40             |
| Estados Unidos (Dance Club Songs)      | 23             |
| Estados Unidos (Billboard 100)         | 1              |
| Estados Unidos (Mainstream Top 40)     | 1              |
| Estados Unidos (Rhythmic Songs)        | 38             |
| Estados Unidos (Rock Airplay)          | 2              |
| Estados Unidos (Rolling Stone 100)     | 3              |
| Estônia (Eesti Singlid Tipp-40)        | 1              |
| Finlândia (IFPI Finlândia)             | 1              |
| França (SNEP)                          | 5              |
| Grécia (Greece Digital Songs)          | 1              |
| Hungria (Dance Top 40)                 | 1              |
| Hungria (Rádiós Top 40)                | 1              |
| Hungria (Single Top 40)                | 1              |
| Hungria (Stream Top 40)                | 1              |
| Irlanda (IRMA)                         | 2              |
| Islândia (Íslenski Listinn Topp 40)    | 1              |
| Itália (FIMI)                          | 2              |
| Japão (Japan Hot 100)                  | 7              |
| Letônia (Latvijas Radio)               | 1              |
| Lituânia (AGATA)                       | 1              |
| Malásia (RIM)                          | 2              |
| México (AMPROFON)                      | 8              |
| Noruega (VG-lista)                     | 1              |
| Nova Zelândia (Recorded Music NZ)      | 1              |
| Países Baixos (Dutch Top 40)           | 9              |
| Países Baixos (Single Top 100)         | 5              |
| Portugal (AFP)                         | 4              |
| Polônia (ZPAV)                         | 9              |
| Reino Unido (UK Singles Chart)         | 2              |
| República Checa (IFPI Česká Republika) | 1              |
| Romênia (Romanian Top 100)             | 41             |
| Rússia (Tophit)                        | 1              |
| Singapura (RIAS)                       | 5              |
| Suécia (Sverigetopplistan)             | 2              |
| Suíça (Schweizer Hitparade)            | 2              |
| Ucrânia (Tophit)                       | 2              |

| Tabela musical (2019)              | Posição |
| ---------------------------------- | ------- |
| Alemanha (Official German Charts)  | 6       |
| Áustria (Ö3 Austria Top 40)        | 2       |
| Bélgica (Ultratop 50 de Flanders)  | 4       |
| Bélgica (Ultratop 40 da Valônia)   | 6       |
| Canadá (Canadian Hot 100)          | 3       |
| Coreia do Sul (Gaon)               | 53      |
| Estados Unidos (Billboard Hot 100) | 4       |
| Estados Unidos (Adult Top 40)      | 23      |
| Estados Unidos (Mainstream Top 40) | 8       |
| Estados Unidos (Rock Airplay)      | 13      |
| Israel (Galgalatz)                 | 1       |
| Japão (Japan Hot 100)              | 71      |
| Letônia (Latvijas Radio)           | 1       |
| Nova Zelândia (Recorded Music NZ)  | 3       |
| Países Baixos (Dutch Top 40)       | 55      |
| Países Baixos (Single Top 100)     | 13      |
| Polônia (ZPAV)                     | 61      |
| Reino Unido (Uk Singles Chart)     | 4       |
| Suíça (Schweizer Hitparade)        | 6       |

| Tabela musical (2010–19)           | Posição |
| ---------------------------------- | ------- |
| Estados Unidos (Billboard Hot 100) | 56      |

| Região | Certificação | Vendas     |
| --- | ------------ | ---------- |
| Alemanha (BVMI) | 3× Ouro      | 600,000*   |
| Austrália (ARIA) | 8× Platina   | 560,000^   |
| Áustria (IFPI Áustria) | 2× Platina   | 60,000*    |
| Bélgica (BVMI) | 3× Platina   | 120,000*   |
| Canadá (Music Canada) | 6× Platina   | 480,000‡   |
| Dinamarca (IFPI Dinamarca) | 2× Platina   | 180,000^   |
| Espanha (PROMUSICAE) | 2× Platina   | 120,000^   |
| Estados Unidos (RIAA) | 6× Platina   | 577,000    |
| França (SNEP) | Diamante     | 333,333*   |
| Itália (FIMI) | 3× Platina   | 150,000‡   |
| Noruega (IFPI Noruega) | 6× Platina   | 60,000‡    |
| Nova Zelândia (RMNZ) | Platina      | 90,000*    |
| Polônia (ZPAV) | 3× Platina   | 60,000^    |
| Portugal (AFP) | 2× Platina   | 40,000‡    |
| Reino Unido (BPI) | 2× Platina   | 1,200,000‡ |
| *vendas baseadas apenas na certificação ^distribuições baseadas apenas na certificação ‡vendas+valores de streaming baseados apenas na certificação |              |            |

## Histórico de lançamento
| Região      | Data                | Formato                     | Gravadora(s)         |
| ----------- | ------------------- | --------------------------- | -------------------- |
| Mundo       | 29 de março de 2019 | Download digital, streaming | Darkroom, Interscope |
| Reino Unido | 29 de março de 2019 | Rádios mainstream           | Interscope           |
| Itália      | 29 de março de 2019 | Rádios mainstream           | Universal            |

## Remix de Justin Bieber

### Antecedentes e composição
Em 9 de julho de 2019, Eilish usou seu Instagram para descartar rumores sobre um segundo álbum de estúdio, sugerindo o próximo lançamento de um projeto secreto. Seu irmão Finneas O'Connell retweetou um tweet que Justin Bieber escreveu no dia anterior dizendo "Remix", levando a especulações. A versão remix de "Bad Guy" foi lançada em 11 de julho de 2019, via Darkroom e Interscope Records. Antes de sua estreia, as letras da música foram postadas no Genius, juntamente com a data prevista de lançamento, gravadoras e escritores. Acompanhando o lançamento do remix, está uma capa mostrando uma fotografia de Eilish criança &mdash que é fã de Bieber &mdash cercada por pôsteres do cantor. Halle Kiefer, do Vulture , comparou o visual de Eilish ao de JoJo Siwa.
O remix tem créditos idênticos ao do original, com a adição de Bieber e Jason Boyd como compositores e escritores. Na música, Bieber executa vocais com autotune e inspirada pelo rap.

### Recepção
Os críticos de música deram resenhas mistas ao remix após o seu lançamento, principalmente comentando a aparência de Bieber. Lake Schatz, da Consequence of Sound, escreveu que a contribuição de Bieber não teve um impacto "enorme". Matthew Unterberger, da Billboard, escreveu; "Bieber está claramente se divertindo com seu verso convidado e improvisações &mdash o ponto alto do remix pode vir com sua exclamação "skrrt!" no meio do verso &mdash mas ele nunca parece encontrar totalmente o caminho para a energia maníaca e assustadora da música". Um editor do BreatheHeavy disse que o remix é "algo que ninguém pediu, mas certamente dará uma nova vida a ele". Callie Ahlgrim, da Insider escreveu; "Bieber tira um pouco da vantagem do 'Bad Guy' de Eilish, mas não de uma maneira ruim. Sua voz doentia e doce desliza sobre a batida, criando um contraste interessante e irresistível". Jem Aswad, da Variety, comparou a apresentação vocal do cantor à de Justin Timberlake. O remix alcançou um pequeno sucesso por si só, alcançando o número cinco em Singapura, mas contribuiu para a ascensão do original ao número um na Billboard Hot 100.

### Lista de faixas
- Download digital[145]

1. "Bad Guy" – 3:14

### Créditos e equipe
Créditos adaptados da Tidal.
- Justin Bieber – vocal, compositor, letrista
- Jason Boyd – compositor, letrista.
- John Greenham – engenheiro de masterização, membro da equipe de estúdio.
- Rob Kinelski – mixagem, pessoal de estúdio
- Billie Eilish O'Connell – vocal, compositora, letrista.
- Finneas O'Connell – produtor, compositor, letrista.

### Desempenho nas tabelas musicais
| Tabela musical (2019)             | Melhor posição |
| --------------------------------- | -------------- |
| Bolívia (Monitor Latino)          | 14             |
| Coreia do Sul (Gaon)              | 200            |
| Letônia (Latvijas Radio)          | 13             |
| Lituânia (AGATA)                  | 6              |
| Malásia (RIM)                     | 11             |
| Nova Zelândia (Recorded Music NZ) | 5              |
| Singapura (RIAS)                  | 5              |
| Suécia (Sverigetopplistan)        | 25             |
| Uruguai (Monitor Latino)          | 8              |

| Tabela musical (2019)        | Posição |
| ---------------------------- | ------- |
| Bolívia (Monitor Latino)     | 90      |
| El Salvador (Monitor Latino) | 61      |
| Itália(FIMI)                 | 13      |
| México (Monitor Latino)      | 56      |